# Björksele församling
Björksele församling var en församling i Luleå stift och Lycksele kommun. Församlingen uppgick 2006 i Lycksele församling.
Församlingen tillhörde Lycksele kontrakt fram till den 1 juli 1990, då den överfördes till det nybildade Lycksele-Sorsele kontrakt som senare bytte namn till Södra Lapplands kontrakt. 

## Administrativ historik
Församlingen bildades den 1 januari 1962 genom en utbrytning av Björksele kyrkobokföringsdistrikt, omfattande 741,98 kvadratkilometer land och 2 009 invånare, ur Lycksele församling till en egen församling och eget pastorat. Björksele utgjorde därefter till 1999 ett eget pastorat.
Från 1999 till 2006 ingick församlingen i pastoratet Lycksele, Björksele och Örträsk. Församlingen uppgick 2006 i Lycksele församling.
I Kristineberg inrättades 1944 en kyrkoadjunktstjänst, som också skulle verka i Lycksele församling.

## Areal
Björksele församling omfattade den 1 januari 1976 en areal av 784,2 kvadratkilometer, varav 742,0 kvadratkilometer land.

## Kyrkor
- Björksele kyrka
- Kristinebergs kyrka
- Sankta Anna Underjordskyrka

## Series pastorum
| Ämbetstid                   | Namn                    |
| --------------------------- | ----------------------- |
| 1 januari 1962-6 mars 1968  | Ruben Hjalmar Sundström |
| 1 oktober 1968-30 juni 1976 | John Alvar Marklund     |
| 1 juli 1976-tidigast 1981   | Alf Gösta Avander       |